# Six Days in Fallujah
Six Days in Fallujah is een third-person shooter ontwikkeld door Atomic Games. Het spel is nooit uitgebracht. Het spel zou uitgebracht worden door Konami, maar in 2009 kondigde Konami aan om het spel niet uit te geven vanwege de controversie om het spel.
Six Days in Fallujah gaat over de Tweede Slag van Fallujah in 2004 tijdens de Irakoorlog. Het spel volgt de 3rd Battalion, 1st Marines van de United States Marine Corps.

## Controversie
Na de aankondiging van Six Days in Fallujah in 2009, was er kritiek op het spel van onder andere oorlogsveteranen en de actiegroep Stop the War Coalition. Zo zou het spel de Irakoorlog prijzen en de slachtoffers van de oorlog minachten. Ook was er het risico dat mensen door het spel een negatief beeld krijgen van Amerika en zouden radicaliseren. Ook werd het spel bekritiseerd omdat het gaat over een oorlog die destijds nog aan de gang was, om dezelfde reden zijn andere spellen als Command & Conquer: Generals gecensureerd in delen van de wereld.
Atomic Games reageerde op de kritiek met de claim dat het spel geen politiek doel heeft, maar dat het ging om de belevenis van de soldaten.